# Hippolyte jarvinensis
Hippolyte jarvinensis is een garnalensoort uit de familie van de Hippolytidae. De wetenschappelijke naam van de soort is voor het eerst geldig gepubliceerd in 1981 door Hayashi.